# 黃仁泰
黃仁泰（韓語：황인태，1979年8月10日—），韓國籃球裁判，現為NBA專職裁判。
黃仁泰出生於韓國庆尚南道马山市，在國中三年級時曾想成為籃球選手，但父母認為農村條件不佳而反對。就讀馬山高中二年級時黃仁泰想到籃球校隊進行試訓，因為父親與教練認識，所以事前就被婉拒。就讀釜山外国语大学一年級時，黃仁泰在一場業餘籃球賽中遇到同校學長申基祿，當時為業餘裁判的申基祿對於黃仁泰在中場休息時做出炫耀性沒禮儀的灌籃行為感到不滿，隨即考驗黃仁泰籃球知識，這促使黃仁泰深思而轉往裁判這條路。
2004年3月，黃仁泰開始裁判生涯，於2006年2月取得國家A級裁判資格，在2007年12月取得FIBA國際裁判資格，2008-09賽季開始執法韓國籃球聯賽賽事直到2018-19賽季。2016年黃仁泰吹判完里約奧運後獲得NBA的邀請參加隔年夏季聯賽。2020年1月，黃仁泰在COVID-19疫情爆發前接受了NBA裁判發展計畫的邀請，舉家前往美國新泽西州李堡，於2023-24赛季成為NBA專職裁判。

## 外部連結
- 黃仁泰在fiba.basketball（英语）
- 黃仁泰在Basketball-Reference.com（裁判）（英语）
- 黃仁泰在Olympedia（英语）